# قورباغه خاردار پلونین
 قورباغه خاردار پلونین (نام علمی: Paa polunini) نام یک گونه از تیره قورباغه‌های اصلی است.